# Pieter Herbert van Lawick van Pabst

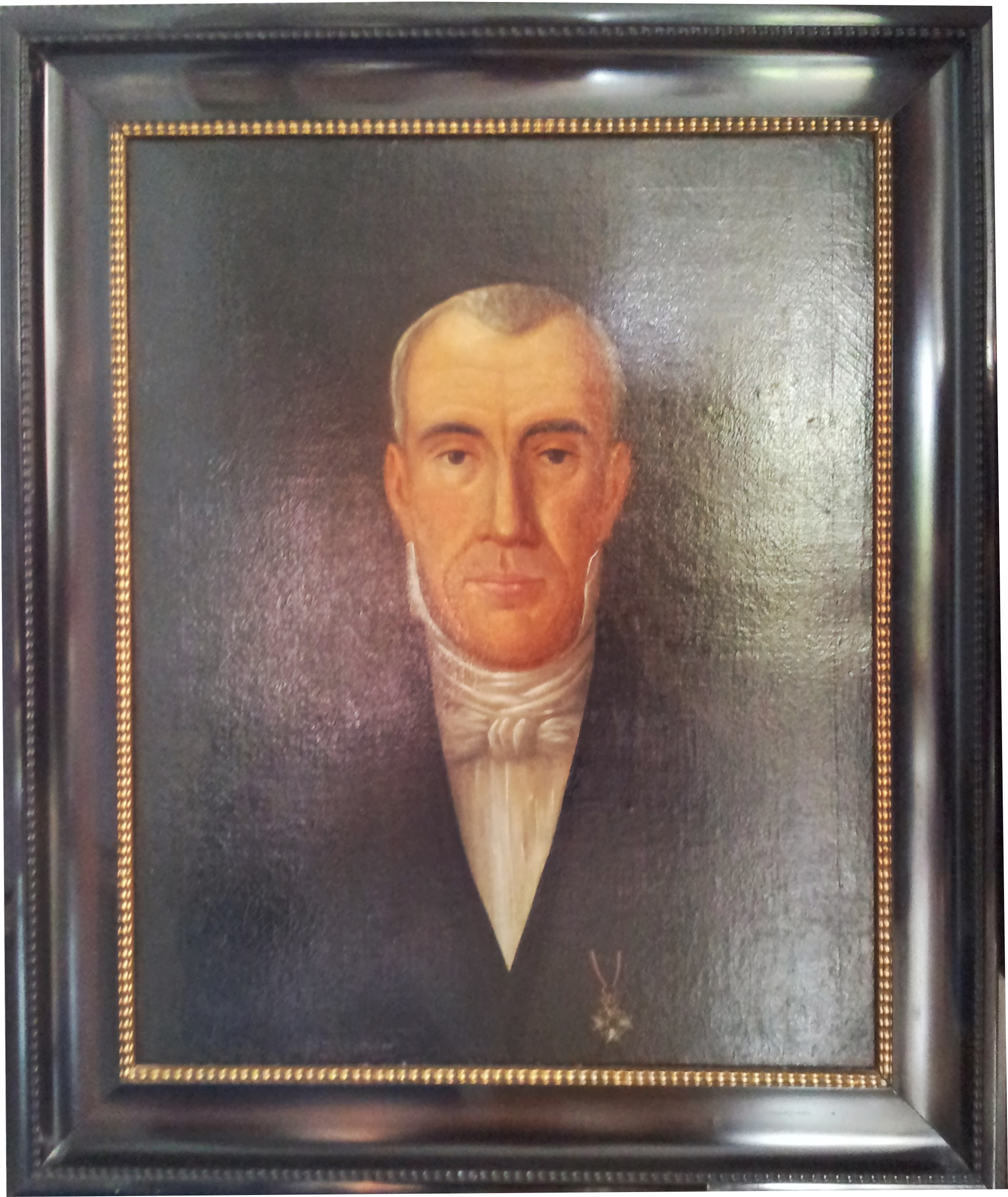
Pieter Herbert van Lawick van Pabst

Pieter Herbert van Lawick van Pabst (Geldermalsen, 5 november 1780 - Semarang, 3 maart 1846) was ambtenaar, koopman en resident van verschillende gebiedsdelen in Nederlands-Indië. 
Hij was een telg uit het geslacht Van Lawick (ook: Van Lawick van Pabst) uit de Over-Betuwe. Pieter was de zoon van Nicolaas Carel van Lawick, heer van Ravenstein (1739-1811) en Maria Geertruida van Reede van Oudtshoorn (1753-1800). In 1811 huwde hij in Rembang met Lambertina Florentina Persijn bij wie hij vier zoons en twee dochters kreeg.
In 1793 werd Van Lawick aangenomen als cadet ter zee te Java. Na zijn militaire dienst wist hij met een gewapende macht de onlusten op de grenzen van Soemedang en Cheribon te beteugelen. Bij zijn toezicht op de cultures in de bovenlanden van Sumedang maakte hij inspectiereizen in de Preanger. Door zijn optreden tegen de knevelarijen van de regenten en de invoering van vele hervormingen kwam het tot een breuk met 'kommissaris voor den Inlander' Pieter Engelhard. Van Lawick kwam daarna in 1806 onder rechtstreeks gezag van de gouverneur-generaal. Na zijn functie als landdrost van Rembang werd Van Lawick door gouverneur-generaal Raffles benoemd in commissies die gegevens moest verzamelen voor de invoering van en nieuw belastingsteldel in het gebied tussen Tegal en Batavia en het voorbereiden van grootschalige landverkoop in de Preanger en Krawang. Na vanaf 1819 resident van Batavia te zijn geweest volgde zijn aanstelling tot ‘directeur der houtboschen’. Na 1823 was Van Lawick enkele jaren resident van Rembang, Djokjakarta en Semarang. Nadat hij in 1830 resident in Solo was geworden benoemde de indische regering hem tot commissaris voor de invoering van het landelijk stelsel en de regeling van het inlands bestuur in de nieuwe residenties Banyumas, Bagelen, Madiun en Kediri. 
In 1834 werd hem eervol ontslag verleend. 
Van Lawick werd in 1820 onderscheiden als Ridder in de Orde van de Nederlandse Leeuw.